# Карев (посёлок)
Карев —поселок в Новоузенском районе Саратовской области в составе сельского поселения Радищевское муниципальное образование. 

## География
Находится на расстоянии примерно 28 километров по прямой на запад-северо-запад от районного центра города Новоузенск.

## История
Официальная дата основания 1954 год.

## Население
Постоянное население составило 139 человек (55% казахи, 41% русские) в 2002 году, 125 в 2010.